# Katrin Triendl
Katrin Triendl (ur. 20 stycznia 1987 w Oberperfuss) – austriacka narciarka alpejska, trzykrotna medalistka mistrzostw świata juniorów.

## Kariera
Pierwszy raz na arenie międzynarodowej Katrin Triendl pojawiła się 5 grudnia 2002 roku w Gurgl, gdzie w zawodach FIS Race w slalomie zajął 45. miejsce. W 2005 roku wystartowała na mistrzostwach świata juniorów w Bardonecchii, zdobywając brązowy medal w zjeździe. W zawodach tych wyprzedziły ją jedynie dwie Włoszki: Nadia Fanchini oraz jej siostra, Elena Fanchini. Podczas rozgrywanych dwa lata później mistrzostw świata juniorów w Québecu wywalczyła dwa kolejne medale. Najpierw zajęła drugie miejsce w slalomie, w którym rozdzieliła na podium Marię Pietilę-Holmner ze Szwecji i Norweżkę Ninę Løseth. Parę dni później zdobyła też brązowy medal w kombinacji, ulegając tylko swej rodaczce Annie Fenninger oraz Marianne Abderhalden ze Szwajcarii.
W zawodach Pucharu Świata zadebiutowała 29 grudnia 2005 roku w Lienzu, gdzie nie zakwalifikowała się do drugiego przejazdu slalomu. Pierwsze pucharowe punkty wywalczyła rok później, 29 grudnia 2006 roku w Semmering, zajmując dwudzieste miejsce w tej samej konkurencji. Nigdy nie stanęła na podium zawodów tego cyklu, najwyższą lokatę uzyskała 29 grudnia 2007 roku w Lienzu, gdzie slalom ukończyła na dziewiątej pozycji. Najlepsze wyniki osiągała w sezonie 2007/2008, kiedy zajęła 82. miejsce w klasyfikacji generalnej. Nigdy nie startowała na mistrzostwach świata ani igrzyskach olimpijskich. W 2007 roku zdobyła mistrzostwo Austrii w slalomie. W 2009 roku zakończyła karierę.

## Osiągnięcia

### Mistrzostwa świata juniorów
| Miejsce | Dzień     | Rok  | Miejscowość  | Konkurencja | Czas biegu  | Strata     | Zwyciężczyni          |
| ------- | --------- | ---- | ------------ | ----------- | ----------- | ---------- | --------------------- |
| 3.      | 23 lutego | 2005 | Bardonecchia | Zjazd       | 1:28,84 min | +0,77 s    | Nadia Fanchini        |
| 11.     | 24 lutego | 2005 | Bardonecchia | Supergigant | 1:26,81 min | +1,97 s    | Andrea Fischbacher    |
| DNF2    | 25 lutego | 2005 | Bardonecchia | Slalom      | 1:23,97 min | -          | Šárka Záhrobská       |
| DNF2    | 26 lutego | 2005 | Bardonecchia | Gigant      | 2:21,34 min | -          | Nadia Fanchini        |
| 15.     | 3 marca   | 2006 | Québec       | Zjazd       | 1:13,51 min | +2,03 s    | Marianne Abderhalden  |
| 2.      | 4 marca   | 2006 | Québec       | Slalom      | 1:37,30 min | +0,68 s    | Maria Pietilä-Holmner |
| DNF     | 5 marca   | 2006 | Québec       | Supergigant | 1:10,96 min | -          | Anna Fenninger        |
| 23.     | 7 marca   | 2006 | Québec       | Gigant      | 2:22,43 min | +3,50 s    | Tina Weirather        |
| 3.      | 7 marca   | 2006 | Québec       | Kombinacja  | 24,49 pkt   | +37,53 pkt | Anna Fenninger        |
| 12.     | 7 marca   | 2007 | Altenmarkt   | Zjazd       | 1:39,69 min | +1,89 s    | Tina Weirather        |
| 17.     | 8 marca   | 2007 | Altenmarkt   | Gigant      | 2:14,90 min | +2,77 s    | Nicole Schmidhofer    |
| DNF     | 9 marca   | 2007 | Altenmarkt   | Supergigant | 1:19,34 min | -          | Nicole Schmidhofer    |
| DNF2    | 11 marca  | 2007 | Altenmarkt   | Slalom      | 1:44,23 min | -          | Ilka Štuhec           |

### Puchar Świata

#### Miejsca w klasyfikacji generalnej
- sezon 2006/2007: 112.
- sezon 2007/2008: 82.

#### Miejsca na podium
Triendl nigdy nie stanęła na podium zawodów PŚ.